# Wiskord

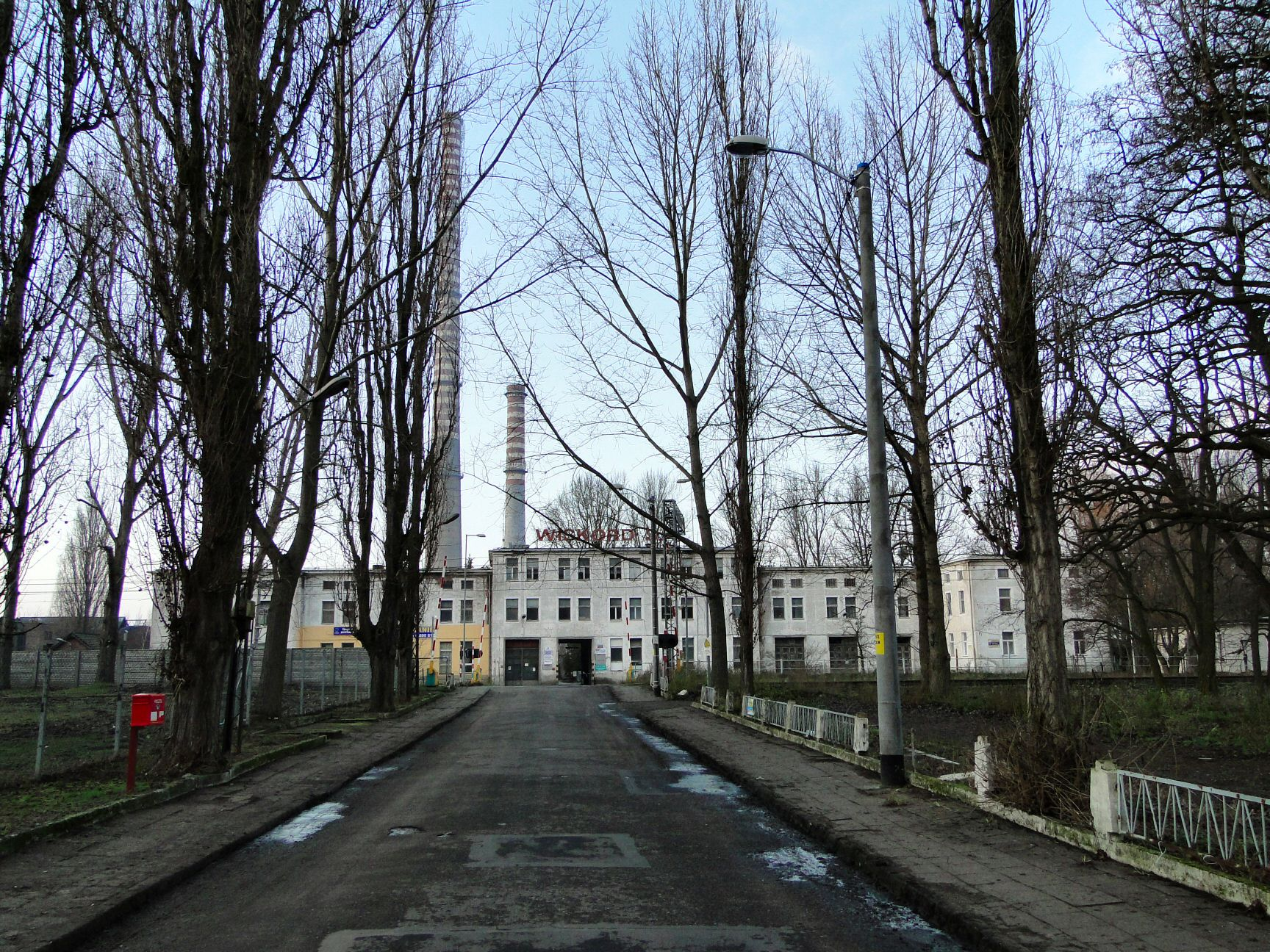
Ulica Transportowa prowadząca do Zakładów Wiskord

Wiskord Spółka Akcyjna (wcześniej Zakłady Chemiczne „Chemitex-Wiskord” w Szczecinie) – przedsiębiorstwo chemiczne z siedzibą w Szczecinie (Żydowce), fabryka włókien sztucznych. Zakład produkował włókna wiskozowe (jedwab wiskozowy), włókna polipropylenowe oraz kasety magnetofonowe.
Po transformacji ustrojowej spółka zaczęła mieć problemy finansowe, w wyniku czego w roku 2000 nastąpiła upadłość „Wiskordu”.

## Historia
Budowę fabryki w Żydowcach (wówczas Sydowsaue) rozpoczął w roku 1901 (1902) hrabia Guido Henckel von Donnersmarck, który po nabyciu praw patentowych na produkcję jedwabiu celulozowego metodą wiskozową rozpoczął produkcję na niewielką skalę. Powstała na terenach między rzeką Regalicą, a istniejącą już wtedy linią kolejową Szczecin – Kostrzyn. W 1903 r. zakład zaczął swoją działalność. Produkowano głównie włókno wiskozowe służące następnie w dalszej obróbce do wytwarzania sztucznego jedwabiu. Przed I wojną światową fabryka zatrudniała około 1500 pracowników. W 1917 fabryka rozpoczęła produkcję włókien ciętych wiskozowych służących do produkcji woreczków na proch. Po 1933 roku liczba pracowników wynosiła około 600 osób. Przed II wojną światową szczeciński Wiskord nazywał się Vereinigte Glanzstoff Fabriken AG Wuppertal-Elberfeld-Sidofsauer lub Vereinigte Glanzstoff Fabriken AG Elberfeld Werk Sydowsaue. W czasie II wojny światowej fabryka dość mocno ucierpiała za sprawą zniszczeń wojennych. Została także doszczętnie ograbiona z maszyn fabrycznych. Przypuszcza się także, że w czasie wojny pracowali tu przymusowi robotnicy m.in. z Polski. Fabryka pracowała do 1944.
W 1947 r. przy odbudowie Wiskordu pracowało 520 osób. Ponowne jej uruchomienie przez polską załogę miało miejsce 1 maja 1948 roku. W roku 1950 wznowiono ponownie produkcję jedwabiu sztucznego.
Po ogłoszeniu upadłości Zakładu (w 2000 r.), nie udało się znaleźć inwestora, który przejąłby cały teren dawnej fabryki. Obecnie (2021 r.) zagospodarowana jest tylko południowa część dawnych Zakładów. Powstały tu nowe hale i budynki należące do kilku różnych podmiotów gospodarczych. Część północna działki pozostaje nadal w ruinie.
W dniu 20.04.2022, za pomocą materiałów wybuchowych, wyburzono, liczący 100 m wysokości, komin na terenie dawnej fabryki "Wiskord" (był to jeden z dwóch kominów na terenie zakładów - pozostał ten wyższy o wysokości 252 m).

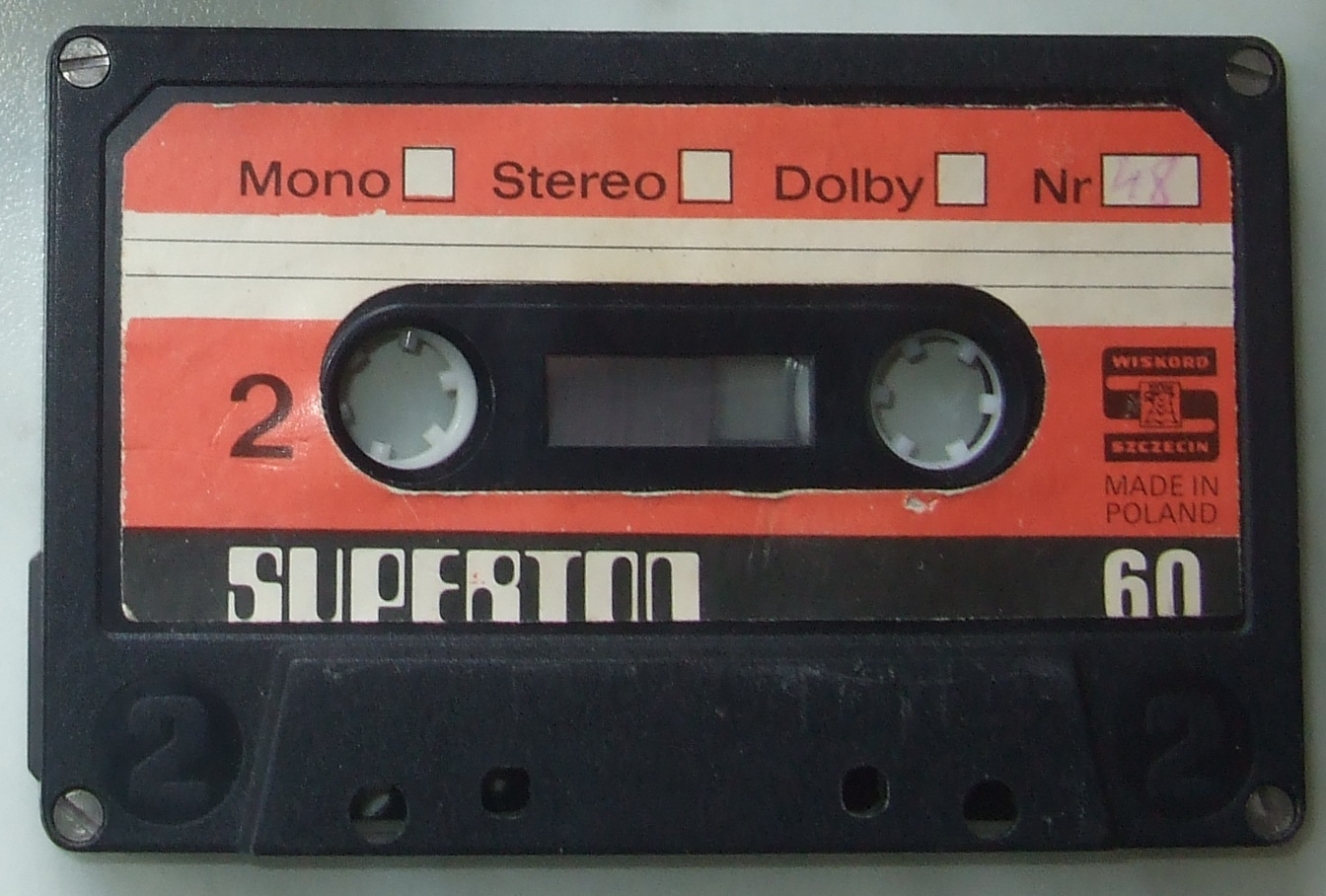
Taśma magnetofowa w kasecie produkowana przez Wiskord

## Kalendarium
- 1946 – Fabryka jako mienie poniemieckie, stała się własnością Skarbu Państwa i otrzymała nazwę Państwowa Fabryka Sztucznego Jedwabiu nr 1 w Żydowcach lub Państwowa Fabryka Sztucznego Jedwabiu nr 4 w Żydowinie
- 1948 – Ponowne uruchomienie fabryki; przed końcem roku zakłady zatrudniały 1000 osób[2]
- 1949 – Przedsiębiorstwo otrzymało nazwę Szczecińskie Zakłady Włókien Sztucznych Wiskord
- 1958 – Zaczęto produkować kord, włókno sztuczne grubsze od jedwabiu, używane do produkcji opon samochodowych
- 1973 – Przedsiębiorstwo zmieniło nazwę na Zakłady Włókien Chemicznych Chemitex Wiskord
- 1974 – Zakłady zatrudniały ok. 2800 pracowników
- 1976 – Rozpoczęto produkcję kaset magnetofonowych C60 i C90
- czerwiec 1994 – Przedsiębiorstwo państwowe Chemitex Wiskord zostało przekształcone w jednoosobową spółkę Skarbu Państwa
- grudzień 1995 – Akcje spółki zostały wniesione do NFI, a wiodący pakiet otrzymał VII NFI im. Kazimierza Wielkiego[4]
- 15 maja 2000 zatrzymano produkcję a 31 lipca 2000 zwolniono pracowników – 750 osób, Wydział Gospodarczy Sądu Rejonowego w Szczecinie ogłosił upadłość zakładu[5].

## Inne wykorzystanie

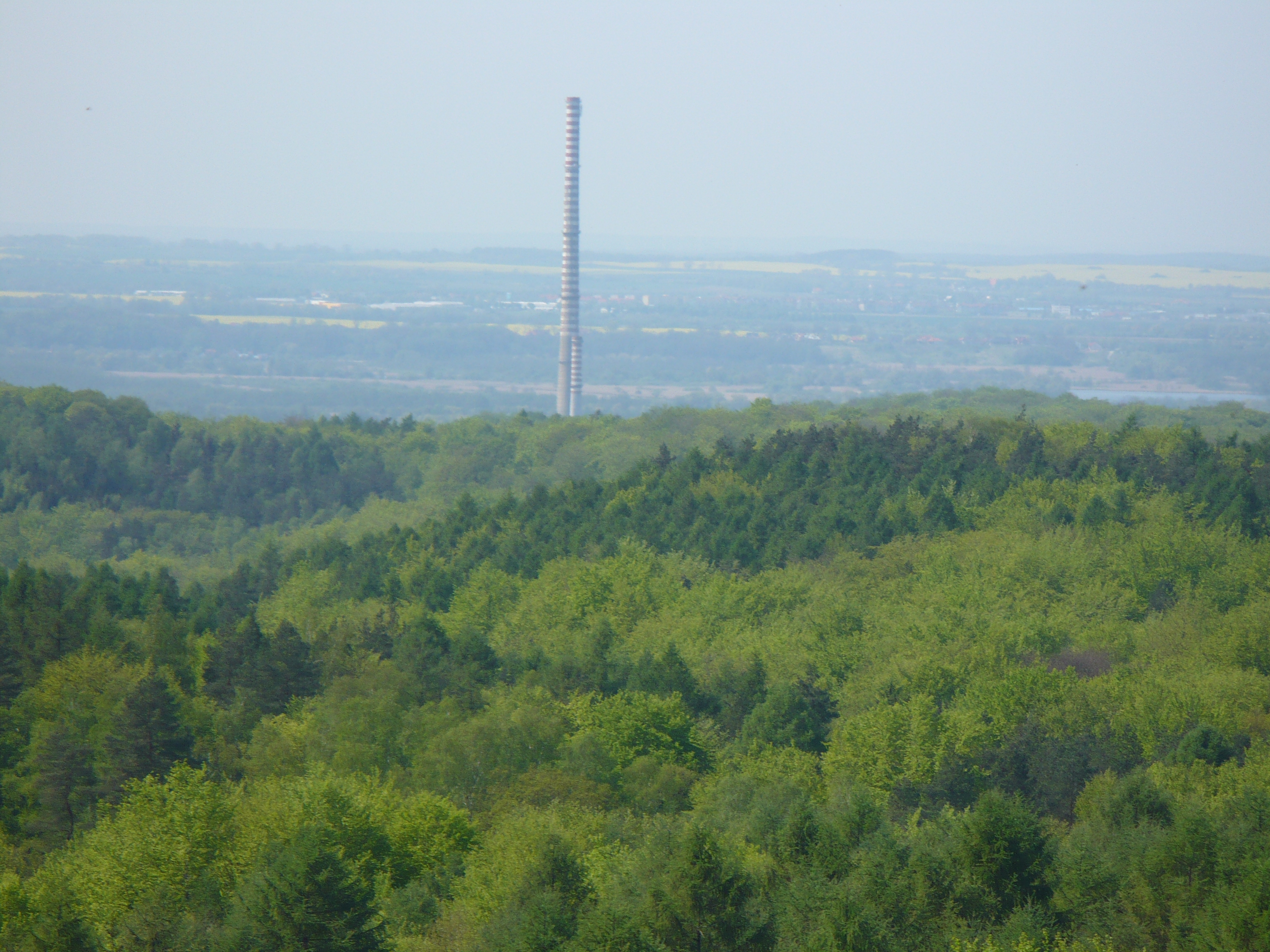
Komin Wiskordu

Należący do będącej w upadłości fabryki komin jest najwyższą budowlą w Szczecinie – 252 metrów. Był wykorzystywany do celów radiokomunikacyjnych. Znajdowały się na nim m.in.:
- antena nadawcza radia UKF, nadająca program Radio Plus Szczecin na częstotliwości 88,9 MHz[7]
- telewizyjna dookólna antena nadawcza nadająca programy w ramach MUX 4 na kanale 55 z mocą 10 kW[8].

Od 2017 r. komin, pod nazwą „Big Tower”, służy jako najwyższy na świecie obiekt, z którego wykonuje się skoki na linie (rope jump): tytuł ten odebrał wieży Macau Tower.